# Kajsa Bergqvist
Kajsa Margareta Bergqvist (født 12. oktober 1976 i Sollentuna, Sverige) er en altet som dyster i højdespring. Hun har vundet én bronzemedalje til OL, én guld- og to bronzemedaljer til VM, og én guld og én bronze til EM. 

## Karriere
Kajsa Bergqvist satte i 1997 første gang svensk rekord i højdespring, da hun sprang 1,95 m. Denne rekord forbedrede hun flere gange og nåede som den første svenske kvinde over 2 meter i år 2000 (både indendørs og udendørs). Hun vandt otte svenske mesterskaber i disciplinen 1995-2006 (heraf tre indendørs).
Bergqvist deltog i OL 1996 i Atlanta, hvor hun i kvalifikationsrunden sprang 1,90 m, hvilket ikke var nok til at komme i finalerunden; hun sluttede som nummer 15. Ved legene fire år senere i Sydney gik det bedre. Her var hendes 1,94 m i kvalifikationsrunden nok til at gå i finalen, og her sprang hun 1,99 m, hvilket var nok til en delt bronzemedalje sammen med rumæneren Oana Mușunoi-Pantelimon, men efter guldvinderenJelena Jelesina fra Bulgarien og sølvvinderen Hestrie Storbeck-Cloete fra Sydafrika, der begge sprang 2,01 m.
Indendørs vandt hun i 2000 EM-guld, i 2001 VM-guld, i 2002 EM-sølv og i 2003 VM-guld. Hun vandt også EM-guld udendørs i 2002 men hun var flere gange i sin karriere ramt af skader, og det betød blandt andet, at hun ikke kunne stille op til OL 2004 på et tidspunkt, hvor hun ellers var på toppen af sin karriere.
Hun flyttede i 2001 fra Sverige til Monaco. I 2003 valgte hun at gå fra sin træner Bengt Jönsson, grundet mangel på fremgang og for store afstande de to imellem. Hun begyndte sammen med en gruppe af andre atleter, heriblandt Christian Olsson og Emma Green, at blive trænet af Yannick Tregaro. I 2005 vandt hun VM-guld udendørs.
I Arnstadt i Tyskland den 4. februar 2006 satte hun sin første verdensrekord. Hendes første forsøg på dagen i en højde af 2,08 m var nok til at slå Heike Henkels rekord på 2,07 m fra 1992. Rekorden var ikke helt uventet, da hun sprang 2,00 m i opvarmning til konkurrencen.
Hun indstillede sin karriere i 2008 efter endnu en skade sammenholdt med mangel på motivation.

## Privatliv og karriere efter sporten
Bergqvist uddannede sig som sommelier og havde et vinimportfirma efter afslutningen af atletikkarrieren.
Hun var i en periode gift med filminstruktøren Måns Herngren. I forbindelse med skilsmissen fra ham meddelte hun, at hun var biseksuel. Senere var hun i to år gift med Hanna Hanve,

## Personlige rekorder
- Højdespring
  - Indendørs – 2.08 m (Verdensrekord)
  - Udendørs – 2.06 m (Svensk Rekord)
- Syvkamp
  - Udendørs – 4952 p